# Ichnestoma struempheri
Ichnestoma struempheri är en skalbaggsart som beskrevs av Holm och Perissinotto 2004. Ichnestoma struempheri ingår i släktet Ichnestoma och familjen Cetoniidae. Utöver nominatformen finns också underarten I. s. kikvorsti.